# Mozetič
Mozetič je priimek več znanih Slovencev:  
- Albin Mozetič (1914—1965), inženir kemije in prosvetni delavec
- Andrej Mozetič (1773—1857), zdravnik
- Borut Mozetič (*1964), biolog, Naravni rezervat Škocjanski zatok
- Brane Mozetič (*1958), pesnik, pisatelj, prevajalec, urednik, aktivist
- Branka Mozetič Vodopivec, enologinja, vinarka (univ. prof., dekanja)
- Dean Mozetič (*1966), fizik
- Dragan Mozetič (1940—2002), gospodarstvenik in politik
- Ervin Mozetič (*1963), duhovnik, župnik in dekan v Postojni > župnik Koper-Sveti Marko in škofov vikar za pastoralo
- Ivan Mozetič (1889—1971), rimskokatoliški duhovnik in ljudski zdravnik
- Iztok Mozetič, dr., župnik v Dekanih, nato v Črnem vrhu ter Podgradu in Hrušici
- Jan Mozetič, režiser - dokumentarist
- Janez Mozetič (1797—1863), rimskokatoliški duhovnik in generalni vikar škofije Pittsburg
- Karmen Mozetič (*1949), redovnica in misijonarka
- Marjan Mozetič (*1948), slovenski skladatelj, ki živi v Kanadi
- Marko Mozetič-Mozo Pelican (*1978), instrumentalist, kitarist, aranžer glasbe in skladatelj
- Martin Mozetič (1897—?), partizan prvoborec
- Miran Mozetič (*1925), strojnik, izumitelj, kajakaš
- Miran Mozetič (*1953/61?), fizik/metalurg? (IJS)
- Miroslav Mozetič (*1950), pravnik, politik, ustavni sodnik
- Mitja Mozetič, arhitekt in konservator
- Nikolaj Mozetič (*1930), arheolog
- Nina Mozetič (*1983), kanuistka
- Patricija Mozetič, morska biologinja
- Silvija Mozetič (*1934), časnikarka
- Štefan Mozetič (1649—?), rimskokatoliški duhovnik in zgodovinar
- Uroš Mozetič (1961—2016), anglist, prevajalec, pesnik, prevodoslovec
- Vinko Mozetič (1924—1998), zdravnik, partizan, politik